# Rubus rudis
Rubus rudis — вид квіткових рослин родини трояндових (Rosaceae).

## Поширення
Поширення: Австрія, Бельгія, Люксембург, Англія, Уельс, Чехія, пн.-сх. Франція, Німеччина, Швейцарія, Нідерланди, Польща, Україна; інтродукція: Норвегія, Швеція, Ірландія.
В Україні наводиться для Закарпатської (Мукачівський район, між селами Грибівці та Лохове), Львівської області (околиці м. Львова) та Житомирського Полісся.